# Senia R7
FAW Senia R7 — выпускавшийся в 2015—2018 годах субкомпактный кроссовер китайского производителя Senia — суббренда компании FAW.

## Описание
Senia R7 выпускался компанией FAW в Гирине. На стадии разработки автомобилю присваивались индексы FAW R020, FAW R20 и Junpai D80. В 2018 году автомобиль прошёл рестайлинг.

## Технические характеристики
Senia R7 оснащался 1,6-литровыми и 1,5-литровыми турбодвигателями мощностью, соответственно, 116 и 150 л. с. (85 и 110 кВт). Двигатели сочетались в паре с пятиступенчатой механической или же шестиступенчатой автоматической трансмиссией.

## Галерея

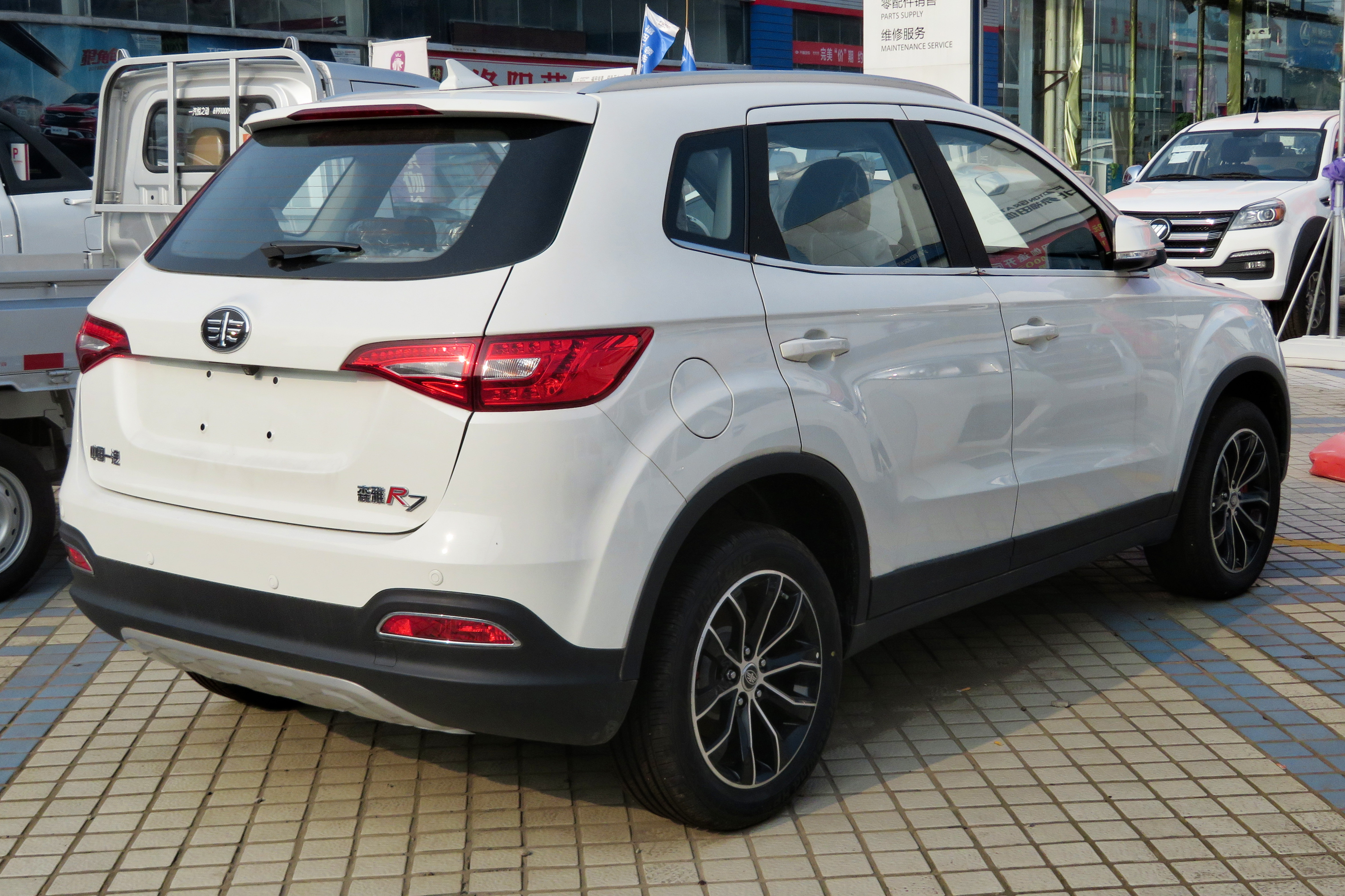
Вид сзади
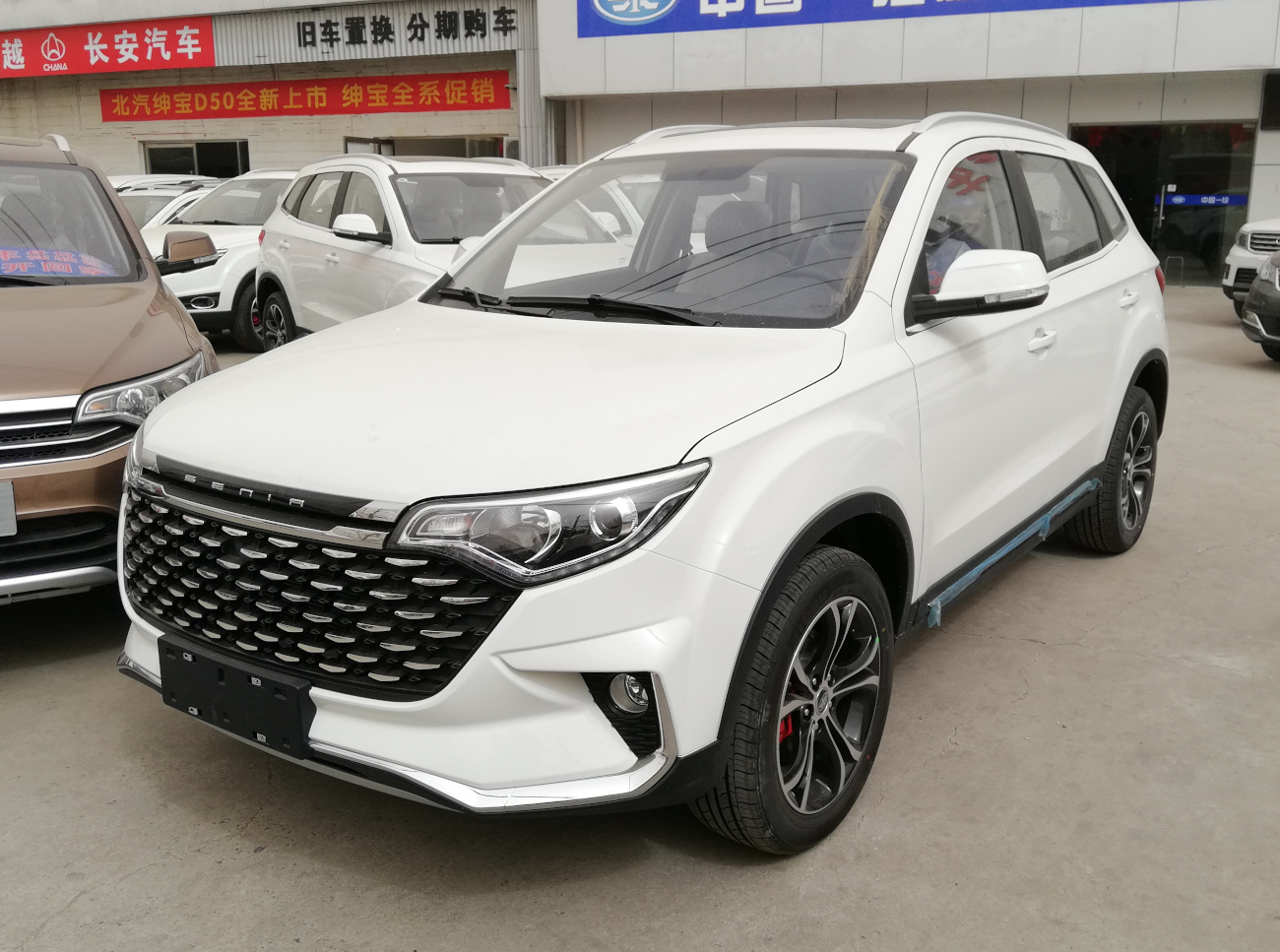
FAW Senia R7 City
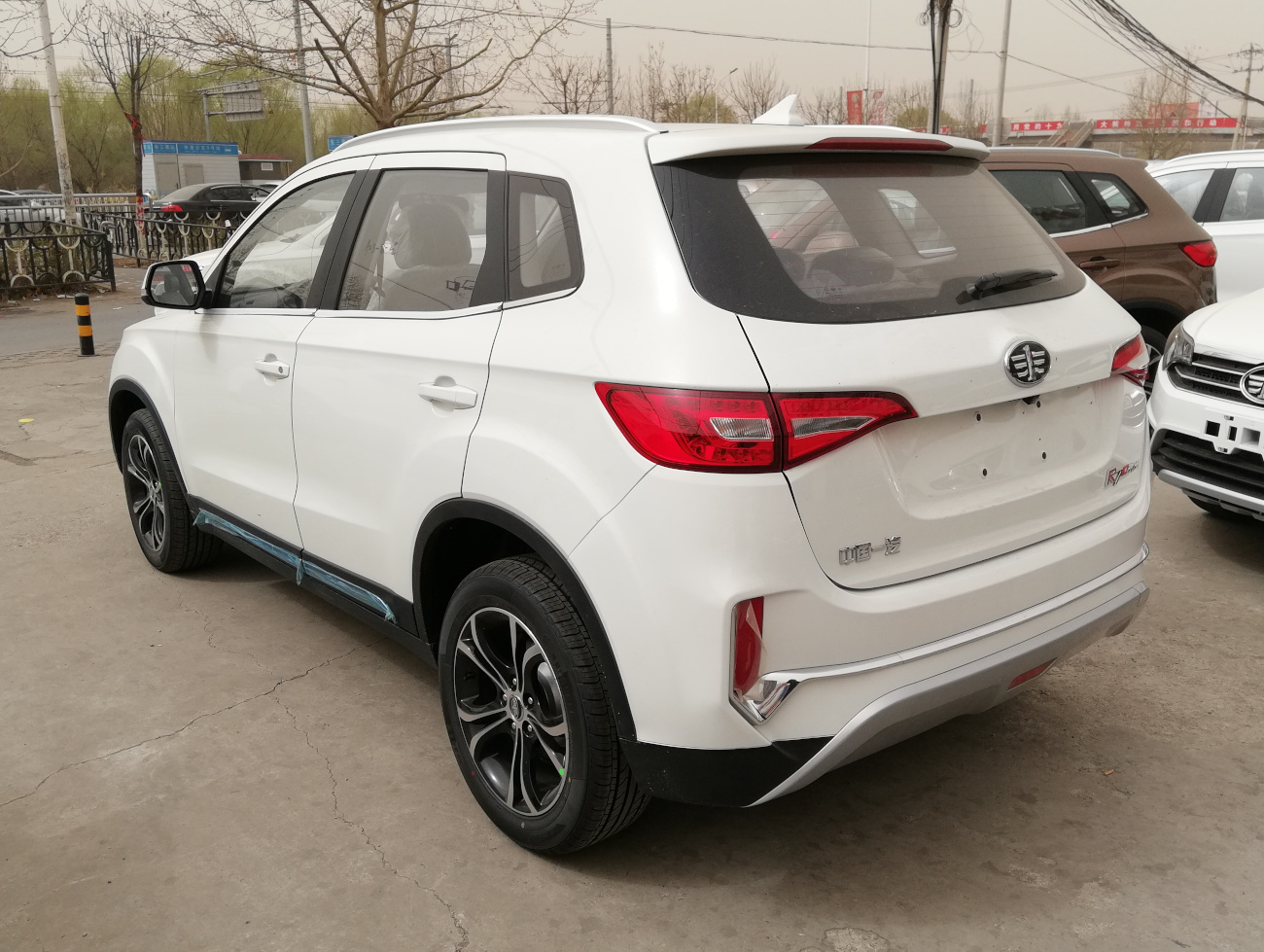
FAW Senia R7 City